# Exposición Universal

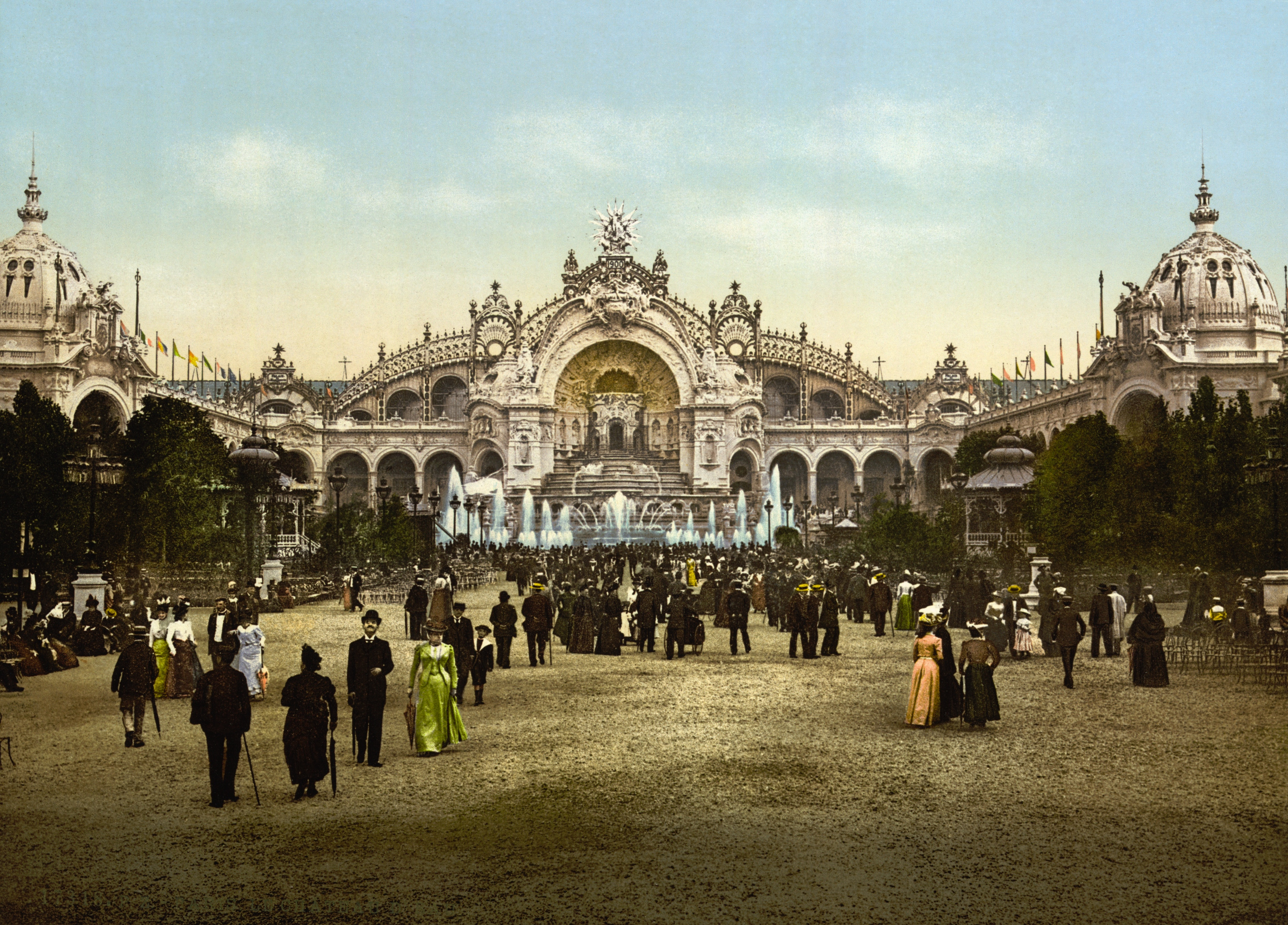
La
Exposición Universal de París de 1900. Imagen coloreada a mano.

Exposición Universal es el nombre genérico de varias exposiciones de gran envergadura celebradas por todo el mundo desde la segunda mitad del siglo XIX. La organización que se ocupa oficialmente de nombrar las ciudades organizadoras de este tipo de eventos es la Oficina Internacional de Exposiciones. Las exposiciones aprobadas por el BIE pueden ser consideradas Registradas (también denominadas "universales" o "mundiales" para fines de promoción e información), con una duración mínima de 6 semanas y máxima de 6 meses, o Reconocidas (llamadas "internacionales" para fines de promoción e información), con una duración de entre 3 semanas y 3 meses. No obstante, cualquier país o ciudad puede organizar ferias y exposiciones similares sin el patronazgo del BIE.
De este modo, en estas mega ferias se mostraban los grandes avances de la invención tecnológica al lado de las últimas expresiones aceptadas por la Academia del arte.

## Historia
Las Exposiciones Universales se originaron en la tradición francesa de exposiciones nacionales, una tradición que culminó con la exposición industrial francesa de 1844 celebrada en París. Esta feria fue pronto seguida por otras exposiciones nacionales en la Europa continental y, finalmente, el Reino Unido de Gran Bretaña e Irlanda.
La primera Exposición Universal se celebró en el Palacio de Cristal en Hyde Park, Londres, Reino Unido, en 1851, bajo el título "Gran Exposición de los Trabajos de la Industria de Todas las Naciones". La Gran Exposición surgió a raíz de que el príncipe Alberto, esposo de la reina Victoria, visitara la exposición industrial de París, y de que Henry Cole le hiciera ver la importancia de hacer una para Londres. Se decidió darle un carácter internacional y por lo general se considera como la primera exposición internacional de productos manufacturados. Influyó en el desarrollo de varios aspectos de la sociedad, incluyendo la educación artística y de diseño, el 
comercio y las relaciones internacionales, y el turismo. Esta exposición fue el precedente más obvio para exposiciones internacionales posteriores. 
Desde su creación en 1851, el carácter de las exposiciones internacionales ha evolucionado. Tres épocas se pueden distinguir: La era de la industrialización, la era de intercambio cultural, y la era de las marcas-nación.

### Era de la industrialización

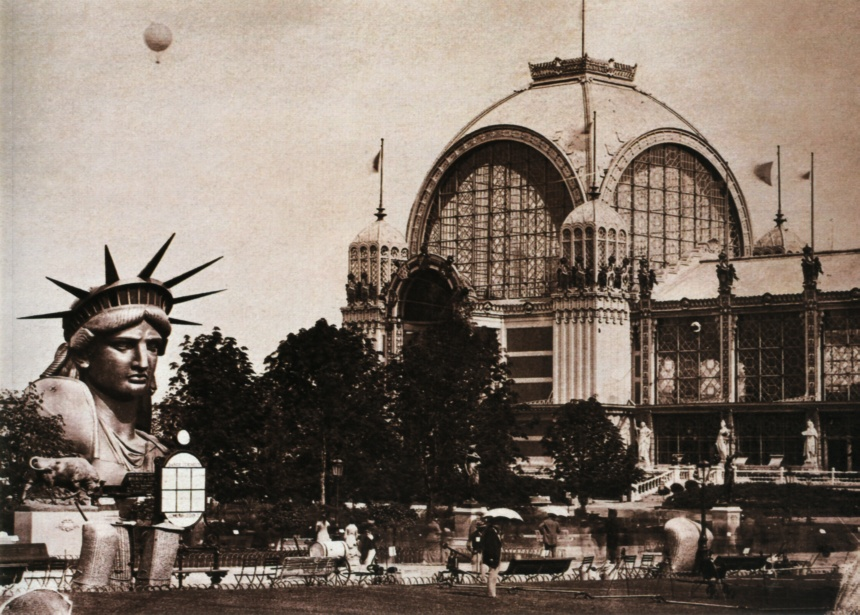
París 1878.

En esta era (que abarca de 1851 a 1933), las exposiciones mundiales estaban centradas fundamentalmente en el comercio y la presentación de avances tecnológicos. Estas exposiciones fueron la plataforma donde se reunió el estado de la técnica de la ciencia y la tecnología. Inventos como el teléfono fueron presentados en esta etapa. Una parte importante de la imagen de las exposiciones mundiales proviene de esta época.
Ejemplos destacados: Londres 1851, París 1878, Barcelona 1888, París 1889, Chicago 1893, París 1900, San Luis 1904, San Francisco 1915,  Sevilla 1929.

### Era del intercambio cultural
En esta era (que abarca de 1933 a 1988), las exposiciones mundiales estuvieron centradas en temas específicos de importancia cultural, pronosticando un futuro mejor para la humanidad. Los avances científicos y tecnológicos siguieron siendo importantes, pero no como los ejes de las exposiciones. Las exposiciones mundiales en esta etapa impulsaron la comunicación intercultural para el intercambio de innovación.
Ejemplos destacados: Chicago 1933, Nueva York 1939, Bruselas 1958, Montreal 1967, Osaka 1970, Vancouver 1986.

### Era de la marca-nación
En esta era (que abarca de 1988 en adelante), los países participantes utilizan las exposiciones mundiales como una plataforma para mejorar sus imágenes nacionales por medio de sus pabellones. En un mundo donde una fuerte imagen nacional es un activo clave, los pabellones se convirtieron en instrumentos publicitarios para promover sus marcas-nación. Aparte de razones culturales y simbólicas, los países organizadores (y también las regiones y ciudades que albergan las expos) usan las exposiciones mundiales para promoverse a sí mismos.
Ejemplos destacados: Brisbane 1988, Sevilla 1992, Lisboa 1998, Hannover 2000, Aichi 2005, Shanghái 2010, Milán 2015, Dubái 2020 (2021).
Actualmente, las exposiciones mundiales incorporan elementos de las tres épocas mencionadas. Presentan nuevos avances en ciencia y tecnología, facilitan el intercambio cultural y promocionan ciudades, regiones y países.

## Tipos
Hay dos grandes tipos de exposiciones mundiales: las registradas y las reconocidas. También hay dos tipos de exposiciones auxiliares: las exhibiciones de horticultura y la Trienal de arte y arquitectura de Milán.

### Exposición Universal Registrada
En este tipo de exposición, los participantes generalmente construyen sus propios pabellones. Su duración puede ser entre seis semanas y seis meses. Desde 1995, el intervalo entre dos exposiciones de este tipo es de al menos cinco años.
Las exposiciones mundiales registradas tienen temas amplios y universales, incidiendo en la vida humana. Por eso los países, regiones y empresas participantes deben reflejar el tema central en sus representaciones. Este tipo de exposiciones se celebra con poca frecuencia con respecto a otros tipos de exposiciones debido a su costo y al esfuerzo para diseñar pabellones.
Como resultado, los participantes pueden "competir" por crear pabellones memorables (como el pabellón de Japón en la Expo '92). A veces estructuras especiales se usan para reducir costos para países y empresas que no pueden crear un pabellón propio o para países de la misma zona geográfica que quieren compartir espacio (como la Plaza de América en la Expo '92).

### Exposición Universal Reconocida
Este tipo de exposición es más pequeño, más barato y más breve (durando entre tres semanas y tres meses). El Área total no debe exceder las 25 hectáreas y los organizadores deben proveer pabellones sin costo para los participantes. Además cada pabellón no debe exceder los 1000 metros cuadrados. Solo una exposición de este tipo se puede realizar entre dos exposiciones registradas. Este tipo de exposiciones tiene temas muy específicos y diferentes.

## Después de la exposición
La mayoría de las estructuras construidas para las exposiciones universales son temporales y por ende son desmontadas en los meses siguientes a la finalización del evento. Sin embargo, algunas estructuras son conservadas y permanecen en el sitio o son reubicadas. Un ejemplo notable de ello es la Torre Eiffel de París en Francia, construida para la Exposición Mundial de 1889. Esta estructura se ha vuelto un símbolo de la capital francesa y del país en general.
Varios recintos se han convertido en parques, conservando elementos de las exposiciones que albergaron. Además, gran cantidad de recuerdos de distintas Expos están a la venta en distintas partes del mundo.